# The Joy Formidable
The Joy Formidable este o formație de rock alternativ din Țara Galilor, Marea Britanie, formată în 2007 și compusă din Ritzy Bryan (vocalist, chitară electrică), Rhydian Dafydd (chitară bas, backing vocal) și Matt Thomas (baterie, percuție).

## Biografie
Chitarista/vocalul Ritzy Bryan și basistul Rhydian Dafydd au făcut parte inițial din grupul indie rock Tricky Nixon, iar mai târziu din formația new wave/post-punk Sidecar Kisses. În 2007 au pus bazele The Joy Formidable alături de Justin Stahley la baterie.
Pe 18 august 2008, The Joy Formidable a lansat single-ul de debut "Austere" la casa de discuri Another Kitchen Records. "Austere" a fost urmat pe 2 februarie 2009 de al doilea single "Cradle", lansat în ediție limitată la Try Harder Records.
Pe 17 februarie 2009, trupa a lansat un mini-album A Balloon Called Moaning la Pure Groove Records. În același an The Joy Formidable a cântat la unele festivaluri inclusiv Latitude Festival, Reading Festival și Leeds Festival. Între timp tobarul Justin Stahley a fost înlocuit de Matt Thomas.

## Discografie[1]

### Albume de studio
- The Big Roar (2011)

### EP-uri
- A Balloon Called Moaning (2008)

### Single-uri
- "My Beerdrunk Soul Is Sadder Than a Hundred Dead Christmas Trees" (2008)
- "Austere" (2008)
- "Cradle" (2009)
- "Whirring" (2009)
- "Popinjay" (2010)
- "Greyhounds in the Slips" (cu Paul Draper) (2010)
- "I Don't Want To See You Like This" (2010)
- "Austere" (re-lansat) (2011)
- "Whirring" (re-lansat) (2011)

### Videoclipuri
- Cradle
- Austere (versiunea 1)
- Austere (versiunea 2)
- Whirring (versiunea 1)
- Whirring (versiunea 2)
- Popinjay
- I Don't Want To See You Like This